# Cynthia (film)
Cynthia is een Amerikaanse dramafilm uit 1947 onder regie van Robert Z. Leonard.

## Verhaal
Cynthia is een tiener met een zwakke gezondheid. Ze wordt in afzondering opgevoed. Alleen door de ontdekking van haar schitterende zangstem weet ze te ontsnappen aan haar beschermde omgeving. In de middelbare school wordt ze lid van het zangkoor van professor Rosenkrantz. Ze wordt bovendien verliefd op haar schoolvriend Ricky.

## Rolverdeling
| Acteur           | Personage             |
| ---------------- | --------------------- |
| Elizabeth Taylor | Cynthia Bishop        |
| George Murphy    | Larry Bishop          |
| S.Z. Sakall      | Professor Rosenkrantz |
| Mary Astor       | Louise Bishop         |
| Gene Lockhart    | Dr. Fred I. Jannings  |
| Spring Byington  | Carrie Jannings       |
| Jimmy Lydon      | Ricky Latham          |
| Scotty Beckett   | Will Parker           |
| Carol Brannon    | Fredonia Jannings     |
| Anna Q. Nilsson  | Juffrouw Brady        |
| Morris Ankrum    | Mijnheer Phillips     |
| Kathleen Howard  | Mac McQuillan         |
| Shirley Johns    | Stella Regan          |
| Barbara Challis  | Alice                 |
| Harlan Briggs    | J.M. Dingle           |